# Norwegische Meisterschaften im Biathlon 2009
Die Norwegischen Meisterschaften im Biathlon 2009 fanden vom 2. bis 5. April des Jahres in Lillehammer statt. Sowohl für Männer als auch für Frauen wurden Wettbewerbe im Einzel, im Sprint, einem Verfolgungsrennen und einem Staffelwettbewerb veranstaltet.

## Männer

### Einzel – 20 km
| Platz | Starter              | Verein      | Zeit | Schießfehler |
| ----- | -------------------- | ----------- | ---- | ------------ |
| 1     | Tarjei Bø            | Markane     |      |              |
| 2     | Emil Hegle Svendsen  | Trondheim   |      |              |
| 3     | Dag Erik Kokkin      | Åsnes       |      |              |
| 4     | Lars Berger          | Dombås      |      |              |
| 5     | Lars Helge Birkeland | Birkenes    |      |              |
| 6     | Alexander Os         | Ishavslaget |      |              |

Datum: 2. April 2009

### Sprint – 10 km
| Platz | Starter              | Verein      | Zeit | Schießfehler |
| ----- | -------------------- | ----------- | ---- | ------------ |
| 1     | Alexander Os         | Ishavslaget |      |              |
| 2     | Ronny Hafsås         | Stårheim    |      |              |
| 3     | Ole Einar Bjørndalen | Simostranda |      |              |
| 4     | Tarjei Bø            | Markane     |      |              |
| 5     | Frode Andresen       | Hønefoss    |      |              |
| 6     | Halvard Hanevold     | Asker       |      |              |

Datum: 3. April 2009

### Verfolgung – 12,5 km
| Platz | Starter              | Verein      | Zeit | Schießfehler |
| ----- | -------------------- | ----------- | ---- | ------------ |
| 1     | Alexander Os         | Ishavslaget |      |              |
| 2     | Tarjei Bø            | Markane     |      |              |
| 3     | Ole Einar Bjørndalen | Simostranda |      |              |
| 4     | Frode Andresen       | Hønefoss    |      |              |
| 5     | Halvard Hanevold     | Asker       |      |              |
| 6     | Stian Eckhoff        | Fossum      |      |              |

Datum: 4. April 2009

### Staffel 4 × 7,5 km
| Platz | Starter                                                                              | Region              | Zeit |
| ----- | ------------------------------------------------------------------------------------ | ------------------- | ---- |
| 1     | Christian Georg Bache Vetle Sjåstad Christiansen Frode Andresen Ole Einar Bjørndalen | Buskerud            |      |
| 2     | Stian Eckhoff Martin Eng Henrik L’Abée-Lund Halvard Hanevold                         | Oslo og Akershus    |      |
| 3     | Sondre Flaa Eieland Jon Kristian Svaland Sverre T. Røiseland Lars Helge Birkeland    | Agder               |      |
| 4     | Magnus Brendehaug Håvard Bogetveit Ronny Hafsås Tarjei Bø                            | Sogn og Fjordane    |      |
| 5     | Christian P. Nordkvelde Rune Brattsveen Jostein Rogstad Vetle Ravnsborg Gurigard     | Oppland             |      |
| 6     | Magnus L’Abée-Lund Christian Sæten Erik Bratli Magnus Alexander Hals                 | Oslo og Akershus II |      |

Datum: 5. April 2009

## Frauen

### Einzel – 15 km
| Platz | Starter                | Verein       | Zeit | Schießfehler |
| ----- | ---------------------- | ------------ | ---- | ------------ |
| 1     | Tora Berger            | Dombås       |      |              |
| 2     | Anne Ingstadbjørg      | Meråker      |      |              |
| 3     | Gunn Margit Andreassen | Birkenes     |      |              |
| 4     | Solveig Rogstad        | Skrautvål    |      |              |
| 5     | Ann Kristin Flatland   | Vik          |      |              |
| 6     | Liv Kjersti Eikeland   | Hålandsdalen |      |              |

Datum: 2. April 2009

### Sprint – 7,5 km
| Platz | Starter                 | Verein    | Zeit | Schießfehler |
| ----- | ----------------------- | --------- | ---- | ------------ |
| 1     | Julie Bonnevie-Svendsen | Nittedal  |      |              |
| 2     | Solveig Rogstad         | Skrautvål |      |              |
| 3     | Kari Henneseid Eie      | Drangedal |      |              |
| 4     | Tora Berger             | Dombås    |      |              |
| 5     | Anne Ingstadbjørg       | Meråker   |      |              |
| 6     | Gunn Margit Andreassen  | Birkenes  |      |              |

Datum: 3. April 2009

### Verfolgung – 10 km
| Platz | Starter                 | Verein    | Zeit | Schießfehler |
| ----- | ----------------------- | --------- | ---- | ------------ |
| 1     | Julie Bonnevie-Svendsen | Nittedal  |      |              |
| 2     | Tora Berger             | Dombås    |      |              |
| 3     | Kari Henneseid Eie      | Drangedal |      |              |
| 4     | Anne Ingstadbjørg       | Meråker   |      |              |
| 5     | Solveig Rogstad         | Skrautvål |      |              |
| 6     | Ann Kristin Flatland    | Vik       |      |              |

Datum: 4. April 2009

### Staffel 3 × 6 km
| Platz | Starter                                                            | Region              | Zeit |
| ----- | ------------------------------------------------------------------ | ------------------- | ---- |
| 1     | Kaia Wøien Nicolaisen Fanny Horn Julie Bonnevie-Svendsen           | Oslo og Akershus    |      |
| 2     | Bente Løsgård Landheim Berit Aasen Tora Berger                     | Nord-Østerdal       |      |
| 3     | Bjørg Marit Valland Liv Kjersti Eikeland Birgitte Røksund          | Hordaland           |      |
| 4     | Tiril Eckhoff Anne-Tine Markset Ragna Kristine Sandholt            | Oslo og Akershus II |      |
| 5     | Karianne Grue Tufte Ane Sandaker Kvittingen Elin Støvern           | Buskerud            |      |
| 6     | Charlotte Olstad Fossli Ada Helene Moholt Grafsrønningen Marie Hov | Buskerud og Hedmark |      |

Datum: 5. April 2009